# Vergißmeinnicht (Bruckner)
Vergißmeinnicht, WAB 93 ist eine Kantate von Anton Bruckner aus dem Jahr 1845.

## Geschichte
Während seines Aufenthalts in Kronstorf komponierte Bruckner 1845 die erste Fassung dieser Kantate als „Musikalischer Versuch nach dem Kammer-Styl“, die er als „Candidatus für seine Lehrbefähigungsprüfung“ signierte. Bruckners Prüfung, die am 27. und 28. Mai 1845 in Linz abgehalten wurde, war erfolgreich.
Eine leicht geänderte zweite Fassung wurde Alois Knauer, dem Pfarrer von Kronstorf, gewidmet. Die Aufführung fand am 21. Juni 1845 (Knauers Namenstag) oder am Vorabend statt.
Die dritte Fassung mit dem Titel „Vergißmeinnicht“ wurde an Friedrich Mayer, den damaligen Pfründner und Chorleiter des Stifts St. Florian, geschickt, um ihn an das Versprechen zu erinnern, Bruckner nach seiner erfolgreichen Lehrerprüfung eine Anstellung im Stift zu verschaffen. Es ist nicht bekannt, wann es aufgeführt wurde.
Die Handschriften der ersten und zweiten Fassung werden in der Österreichischen Nationalbibliothek aufbewahrt. Die Handschrift der dritten Fassung wird im Archiv des Stifts St. Florian aufbewahrt. Ein Faksimile der dritten Fassung wurde zuerst in Band I, S. herausgegeben. 286–300 der Göllerich/Auer-Biographie.
Die drei Fassungen der Kantate sind in Band XXII/1 Nr. 1 der Gesamtausgabe'.

## Text

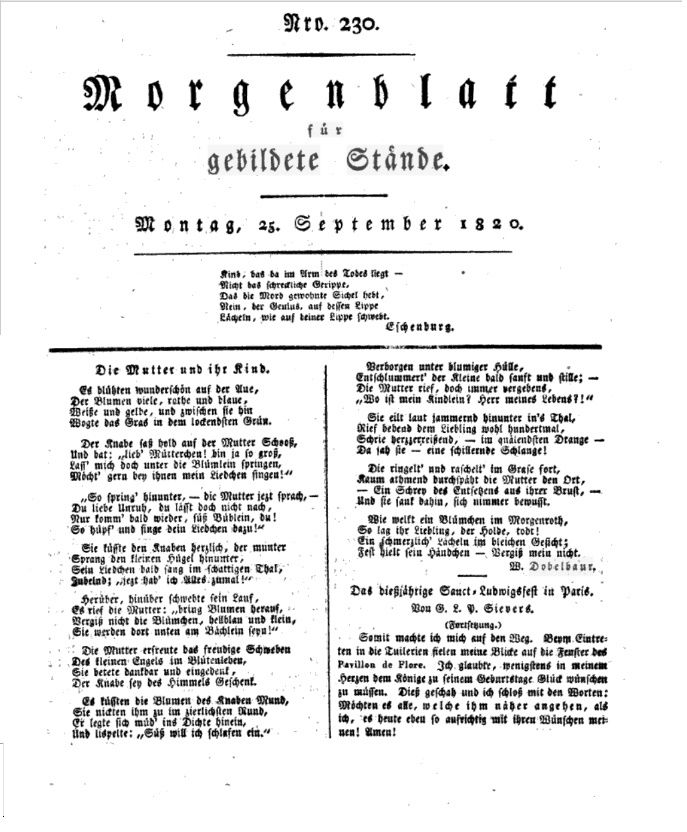
Morgenblatt, 25. September 1820, mit dem Text von W. Dobelbaur

Das Werk basiert auf dem elfstrophigen Gedicht Die Mutter und ihr Kind von W. Dobelbaur.
Es blühten wunderschön auf der Aue,

Der Blumen viele, rothe und blaue,

Weiße und gelbe, und zwischen sie hin

Wogte das Gras in dem lockendsten Grün.
Der Knabe saß hold auf der Mutter Schooß,

Und bat: „Lieb' Mütterchen! Bin ja so groß,

Laß‘ mich doch unter die Blümlein springen,

Möcht‘ gern bey ihnen mein Liedchen singen!“
„So spring‘ hinunter, – die Mutter jetzt sprach, –

Du liebe Unruh, du lässt doch nicht nach,

Nur komm‘ bald wieder, süß Büblein, du!

So hüpf‘ und singe dein Liedchen dazu!“
Sie küsste den Knaben herzlich, der munter

Sprang den kleinen Hügel hinunter,

Sein Liedchen bald sang im schattigen Thal,

Jubelnd; „jetzt hab' ich Alles zumal!“
Herüber, hinüber schwebte sein Lauf,

Es rief die Mutter: „bring Blumen herauf,

Vergiß nicht die Blümchen, hellblau und klein,

Sie werden dort unten am Bächlein seyn!“
Die Mutter erfreute das freudige Schweben

Des kleinen Engels im Blütenleben,

Sie betete dankbar und eingedenk,

Der Knabe sey des Himmels Geschenk.
Es küssten die Blumen des Knaben Mund,

Sie nickten ihm zu im zierlichsten Rund,

Er legte sich müd' ins Dichte hinein,

Und lispelte: „Süß will ich schlafen ein.“
Verborgen unter blumiger Hülle,

Entschlummert‘ der Kleine bald sanft und stille; –

Die Mutter rief, doch immer vergebens,

„Wo ist mein Kindlein? Herr meines Lebens?!“
Sie eilt laut jammernd hinunter in's Thal

Rief bebend dem Liebling wohl hundertmal,

Schrie herzzerreißend, – im quälendsten Drange –

Da sah sie – ein schillernde Schlange!
Die ringelt‘ und raschelt‘ im Grase fort,

Kaum athmend durchspäht die Mutter den Ort,

– Ein Schrey des Entsetzens aus ihrer Brust, –

Und sie sank dahin, sich nimmer bewusst.
Wie welkt ein Blümchen im Morgenroth,

So lag ihr Liebling, der Holde, todt!

Ein schmerzlich' Lächeln im bleichen Gesicht;

Fest hielt sein Händchen – Vergiß mein nicht.

## Einstellung
Die Kantate in D-Dur ist besetzt mit gemischtem Chor, Solisten und Klavier. Das 149 Takt lange Werk besteht aus sieben Sätzen:
1. Eingangschor: Es blühten wunderschön auf der Aue – vierstimmiger gemischter Chor
2. Recitative: Der Knabe saß hold auf der Mutter Schooß – Sopran und Alt
3. Arie: Sie küsste den Knaben herzlich – Sopran und Alt
4. Duet: Die Mutter erfreute das freudige Schweben – Sopran und Alt, Allegro
5. Quartett: Verborgen unter blumiger Hülle – Sopran, Alt, Tenor und Bass
6. Duett: Die ringelt' und raschelt' im Grase fort – Tenor und Bass, Moderato
7. Schlußchor: Wie welkt ein Blümchen im Morgenroth – achtstimmiger gemischter Chor a cappella, Andante

Die dritte Fassung ist 7 Takte kürzer (142 Takte), und das erste Duett: Sopran und Alt, wird durch ein Duett Sopran und Tenor ersetzt.